# Ataque de Hezbolá contra Binyamina
El ataque de Hezbolá contra Binyamina fue un ataque con drones llevado a cabo el 13 de octubre de 2024, por Hezbolá contra el cuartel militar de Zarit cerca de la ciudad de Binyamina al norte de Israel. El ataque hirió al menos a 67 militares israelíes, al menos cuatro murieron y siete resultaron heridos de gravedad, según las Fuerzas de Defensa de Israel (FDI). Durante el ataque, parte de un bombardeo con cohetes más amplio, Hezbolá lanzó dos drones, uno fue interceptado sobre el mar mientras que el otro penetró en territorio israelí y alcanzó a las tropas israelíes. No se activaron alarmas y las FDI afirmaron que están investigando por que no hubo señales de advertencia. Los equipos médicos respondieron rápidamente, trasladando por aire a varios de los heridos graves a los centros médicos Sheba y Rambam.
El ataque ocurrió en medio de la guerra libanesa-israelí, que en los meses anteriores fue testigo de una serie de bombardeos israelíes que mataron a parte de los principales líderes de Hezbolá, incluido su secretario general Hasán Nasralá y el 1 de octubre, las FDI lanzaron una ofensiva militar terrestre «selectiva y delimitada» en el sur del Líbano después de una intensa campaña de bombardeos contra objetivos supuestamente vinculados con Hezbolá.

## Ataque
El 13 de octubre de 2024, Hezbolá lanzó un «enjambres de drones» hacia Israel. Según las FDI, dos drones Mirsad-1 alcanzaron el espacio aéreo israelí desde el mar. Uno fue derribado frente a la costa, sin causar víctimas ni daños materiales, mientras que el otro «desapareció del radar» por lo que creyeron que se estrelló o fue interceptado. El segundo dron suicida finalmente se estrelló en el comedor de la base de entrenamiento de la Brigada Golani cerca Binyamina, ubicada en el distrito de Haifa al norte de Israel, cuando parte de los soldados estaban comiendo.La incursión de los drones se produjo sin que se activaran los sistemas de alarma que normalmente señalarían un ataque de este tipo.
El ataque provocó heridas a al menos 61 militares israelíes, cuatro de ellos en estado crítico. Se enviaron equipos médicos, incluido un helicóptero, al lugar para evacuar y brindar atención de emergencia a los heridos. El Canal 12 israelí informó que Hezbolá logró engañar con éxito al sistema de defensa aérea israelí disparando una andanada de misiles para cubrir el dron.
Hezbolá, por su parte, confirmó la autoría del ataque y afirmó que se había producido en respuesta a «los ataques y masacres cometidos» y que tan solo es «una pequeña parte de lo que le espera» al Ejército israelí «si decide continuar con su agresión».  También afirmaron que atacaron a los soldados de las Fuerzas de Defensa de Israel en el campo de entrenamiento de la Brigada de élite Golani en el área de Binyamina, que se estaban «preparando para participar en el ataque al Líbano» y que en la operación resultaron heridas o muertas «decenas de personas». También explicaron que habían lanzado «decenas de misiles» contra las localidades israelíes de Nahariya y Acre —ambas situadas al norte de Haifa— para «atacar los sistemas de defensa aérea»  y así «disciplinar» a los militares de la base situada al sur de Haifa.

## Víctimas

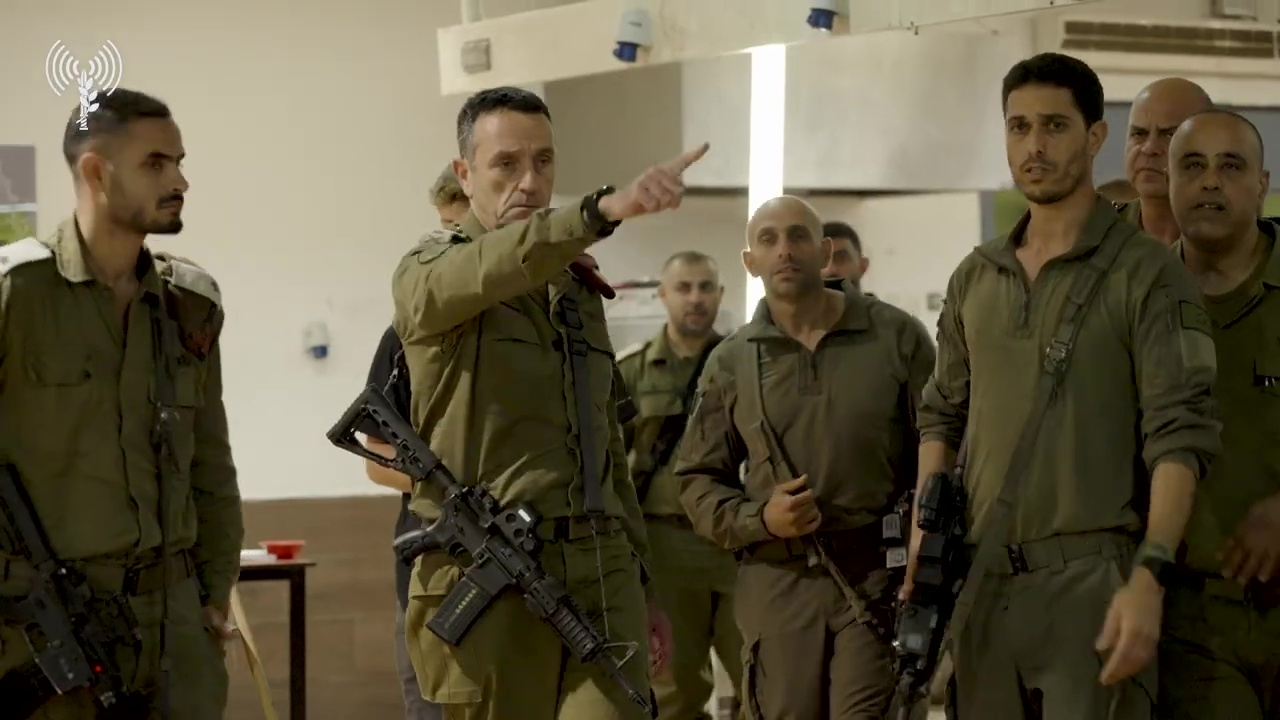
El jefe de Estado Mayor de las FDI, Herzi Halevi, visitando la base militar después del ataque de Hezbolá

La Maguén David Adom informó que al menos 61 personas resultaron heridas en el ataque, cuatro se encontraban en estado crítico, cinco heridos graves y catorce con pronóstico moderado. Tres de los heridos fueron trasladados en helicóptero al Centro Médico Sheba, mientras que dos fueron llevados al Campus de Atención Sanitaria Rambam. Otras 37 víctimas fueron trasladadas en ambulancia a varios hospitales de los alrededores. Posteriormente, el portavoz oficial de las Fuerzas Armadas israelíes, Daniel Hagari, reconoció que en el ataque habían muerto cuatro militares y otros siete habían resultado heridos de gravedad.

## Reacciones
- Estados Unidos: el secretario del Departamento de Defensa, Lloyd Austin, expresó sus condolencias a su homólogo israelí, Yoav Gallant, por la muerte de los soldados israelíes y reafirmó «el profundo compromiso de Estados Unidos con la seguridad de Israel».[16]

- Hutíes: el presidente del Consejo Político Supremo, Mahdi al-Mashat, emitió un comunicado en el que afirmaba que «bendice la operación cualitativa de Hezbolá que ha llevado a la muerte y ha herido a decenas de soldados sionistas (...) Nos postramos en admiración ante el legendario heroísmo de los muyahidines de la Resistencia Islámica en Líbano (Hezbolá)».[17]